# Theodor Haas (Historiker)
J. G. Theodor Haas (* 20. Mai 1859 in Fritzlar; † 1939) war ein deutscher Gymnasialprofessor, Philologe und Historiker.

## Leben
Haas besuchte zunächst die Lateinschule in Fritzlar und wechselte 1873 an das Gymnasium in Fulda, wo er 1879 das Abitur ablegte. Danach studierte er moderne Sprachen an der Königlichen Akademie zu Münster (vormals und später Westfälische Wilhelms-Universität Münster) und den Universitäten Tübingen, Berlin und Göttingen. Im August 1883 promovierte er in Göttingen mit seiner Dissertation über „Die Plurale der Abstracta im Französischen“ zum Dr. phil. Danach war er von Frühjahr bis Herbst 1884 an der Königlichen Bibliothek in Göttingen beschäftigt, bestand im April 1885 das Examen zur facultas docendi und ging dann nach Bordeaux, wo er als Lehrer der deutschen und englischen Sprache tätig war und seine Ausbildung im Französischen vertiefte.
Haas kehrte nach 2½ Jahren nach Deutschland zurück und trat am 10. Oktober 1887 am Domgymnasium in Fulda, sein Probejahr im Schuldienst an. Nach erfolgreichem Abschluss wurde er zunächst als Hilfslehrer angestellt. 1891 erhielt er seine endgültige Festanstellung als Gymnasiallehrer für die Fächer Deutsch, Geschichte und Französisch. Er wurde in der Folge Oberlehrer und Gymnasialprofessor und machte sich mit zahlreichen Veröffentlichungen, vornehmlich zur Geschichte des Fuldaer Landes, einen Namen als Historiker, zuvor bereits auch als Herausgeber von Schulliteratur zum napoleonischen Zeitalter.
Haas war sehr aktives Mitglied studentischer Verbindungen im Cartellverband der katholischen deutschen Studentenverbindungen (CV), so in der AV Guestfalia Tübingen und in der AV Palatia Göttingen, und war 1892 einer der Gründer und bis 1896 der erste Vorsitzende bzw. Philistersenior des CV-Philisterzirkels Buchonia in Fulda.

## Veröffentlichungen (Auswahl)
- (Hrsg.): L’Empire 1805–1809. L’Allemagne Napoléonienne. Aus der Histoire Générale von Lavisse und Rambaud für den Schulgebrauch ausgewählt, bearbeitet und mit Anmerkungen herausgegeben von Theodor Haas. Gaertner, Berlin, 1903 (2. Aufl., Weidmann, Berlin, 1909; 3. Aufl., Weidmann, Berlin, 1919)
- (Hrsg.): L’Empire 1813–1815. L’Allemagne Anti-Napoléonienne. Aus der Histoire Générale von Lavisse und Rambaud für den Schulgebrauch ausgewählt, bearbeitet und mit Anmerkungen herausgegeben von Theodor Haas. Weidmann, Berlin, 1905 (2. Aufl., Weidmann, Berlin, 1913)
- Der Ortsname Horas. In: Fuldaer Geschichtsblätter, Zeitschrift des Fuldaer Geschichtsvereins, Fulda, Bd. 5, 1906, S. 81–85
- Die Ortsnamen des Kreises Fulda. In: Fuldaer Geschichtsblätter, Bd. 7, 1908, S. 145–176; Bd. 8, 1909, S. 1–25
- (Hrsg.): Die chronikalischen Aufzeichnungen des Fuldaer Bürgers Gangolf Hartung (1607–1666). In: Fuldaer Geschichtsblätter, Bd. 9, 1910, S. 49–172
- Alte Fuldaer Markbeschreibungen. In: Fuldaer Geschichtsblätter, Bd. 10, 1911, S. 97–110, 145–157, 177–183; Bd. 11, 1912, S. 1–19, 49–64, 69–80, 81–90, 113–144, 159–160; Bd. 12, 1913, S. 177–189; Bd. 13, 1914, S. 33–45, 65–76, 81–90, 106–112, 113–120; Bd. 14, 1920, S. 27–32, 49–55, 75–80, 89–94
- (mit Wilhelm Schoof): Zur Fuldaer Namenkunde. In: Fuldaer Geschichtsblätter, Bd. 13, 1914, S. 94–96
- Die Namen der Tore, Türme und Basteien der alten Feste Fritzlar. In: Fuldaer Geschichtsblätter, Bd. 18, 1925, S. 49–56
- Die Bergnamen der Rhön. In: Fuldaer Geschichtsblätter, Bd. 18, 1925, S. 1–16, 25–31
- Die Ortsnamen des Kreises Hünfeld. In: Buchenblätter, (Unterhaltungs-)Beilage zur Fuldaer Zeitung (für Heimatfreunde), Bd. 7, 1926, S. 36
- Zur Markbeschreibung der Kirche von Salmünster. In: Fuldaer Geschichtsblätter, Bd. 19, 1926, S. 63–64
- Die Flurnamen der Fuldaer Gemarkung. In: Fuldaer Geschichtsblätter, Bd. 21, 1928, S. 81–96, 103–109
- Nachträge und Berichtigungen zu den „Alten Fuldaer Markbeschreibungen“. In: Fuldaer Geschichtsblätter, Bd. 22, 1929, S. 78–80, 90–96
- Der Fuldaer Ritterorden vom hl. Simplicius. In: Buchenblätter, Bd. 10, 1929
- Ein Bürgeraufstand im alten Fulda (1331–1332). In: Buchenblätter, Bd. 11, 1930
- Die Fuldaer Stadttore. In: Buchenblätter, Bd. 12, 1931
- Zwei Türme der Fuldaer Stadtumwallung. In: Buchenblätter, Bd. 12, 1931
- Buchische Adelsgeschlechter. In: Buchenblätter, Bd. 13, 1932; Bd. 14, 1933
- Die Flurnamensammlung im Stadt- und Landkreis Fulda. In: Fuldaer Geschichtsblätter, Bd. 27, 1934, S. 23–30
- Sturmis dritte Reise in die Buchonia. In: Buchenblätter, Bd. 18, 1937, S. 25 f.
- Die „-stadt-“ Orte in Franken. In: Fränkische Blätter für Geschichtsforschung und Heimatpflege, Wissenschaftliche Beilage zur Heimatzeitung Fränkischer Tag, Gesellschaft für fränkische Geschichte, Bamberg, Bd. 4, Nr. 20, 1952, S. 77–79
- Die Säkularisation des Ebracher Hofes in Nürnberg und des Amtes Katzwang und sein Übergang an Kurbaiern im Jahre 1803. In: Erlanger Bausteine zur fränkischen Heimatforschung, Bd. 3, 1956, S. 92–108
- Die „Kolonisationstätigkeit“ des Zisterzienserklosters Ebrach. In: Erlanger Bausteine zur fränkischen Heimatforschung, Bd. 6, 1959, S. 89–93
- Die Gründung des Klosters Ebrach im Jahre 1127. In: Erlanger Bausteine zur fränkischen Heimatforschung, Bd. 10, 1963, S. 113–117
- Alte Jagdarten. Aus Forstakten des Klosters Ebrach. In: Erlanger Bausteine zur fränkischen Heimatforschung, Erlangen, Bd. 13, 1966, S. 7–12
- Kaiser Karls IV. Territorialpolitik und die Zisterze Ebrach. In: Erlanger Bausteine zur fränkischen Heimatforschung, Heimatverein Erlangen und Umgebung, Erlangen, Bd. 14, 1967, S. 52–66
- Chronik der Marktgemeinde Ebrach. Markt Ebrach, 1969